# AG2R La Mondiale 2009
Questa voce raccoglie le informazioni riguardanti l'AG2R La Mondiale nelle competizioni ufficiali della stagione 2009.

## Stagione
La squadra ciclistica francese partecipò alle gare del Calendario mondiale UCI.

## Organico

### Staff tecnico
TM=Team Manager; DS=Direttore Sportivo.
|  | Naz.                | Ruolo | Sportivo         |  |  |  |
|  | ------------------- | ----- | ---------------- |  |  |  |
|  | Francia (bandiera)  | TM    | Vincent Lavenu   |  |  |  |
|  | Francia (bandiera)  | DS    | Gilles Mas       |  |  |  |
|  | Lituania (bandiera) | DS    | Arturas Kasputis |  |  |  |
|  | Francia (bandiera)  | DS    | Julien Jurdie    |  |  |  |
|  | Francia (bandiera)  | DS    | Laurent Biondi   |  |  |  |

### Rosa
|  | Naz.                |  | Sportivo            | Anno |  |  |
|  | ------------------- |  | ------------------- | ---- |  |  |
|  | Spagna (bandiera)   |  | José Luis Arrieta   | 1971 |  |  |
|  | Francia (bandiera)  |  | Guillaume Bonnafond | 1987 |  |  |
|  | Svizzera (bandiera) |  | Aurélien Clerc      | 1979 |  |  |
|  | Francia (bandiera)  |  | Cyril Dessel        | 1974 |  |  |
|  | Francia (bandiera)  |  | Renaud Dion         | 1978 |  |  |
|  | Francia (bandiera)  |  | Hubert Dupont       | 1980 |  |  |
|  | Russia (bandiera)   |  | Aleksandr Efimkin   | 1981 |  |  |
|  | Russia (bandiera)   |  | Vladimir Efimkin    | 1981 |  |  |
|  | Svizzera (bandiera) |  | Martin Elmiger      | 1978 |  |  |
|  | Francia (bandiera)  |  | John Gadret         | 1979 |  |  |
|  | Francia (bandiera)  |  | Stéphane Goubert    | 1970 |  |  |
|  | Francia (bandiera)  |  | Sébastien Hinault   | 1974 |  |  |
|  | Francia (bandiera)  |  | Blel Kadri          | 1986 |  |  |
|  | Estonia (bandiera)  |  | Tanel Kangert       | 1987 |  |  |
|  | Ucraina (bandiera)  |  | Yuriy Krivtsov      | 1979 |  |  |
|  | Francia (bandiera)  |  | Julien Loubet       | 1985 |  |  |
|  | Estonia (bandiera)  |  | Rene Mandri         | 1984 |  |  |
|  | Francia (bandiera)  |  | Lloyd Mondory       | 1982 |  |  |
|  | Italia (bandiera)   |  | Rinaldo Nocentini   | 1977 |  |  |
|  | Francia (bandiera)  |  | Cédric Pineau       | 1985 |  |  |
|  | Moldavia (bandiera) |  | Alexandre Pliuschin | 1987 |  |  |
|  | Francia (bandiera)  |  | Stéphane Poulhies   | 1985 |  |  |
|  | Francia (bandiera)  |  | Christophe Riblon   | 1981 |  |  |
|  | Irlanda (bandiera)  |  | Nicolas Roche       | 1984 |  |  |
|  | Francia (bandiera)  |  | Nicolas Rousseau    | 1983 |  |  |
|  | Francia (bandiera)  |  | Jean-Charles Sénac  | 1985 |  |  |
|  | Lettonia (bandiera) |  | Gatis Smukulis      | 1987 |  |  |
|  | Francia (bandiera)  |  | Blaise Sonnery      | 1985 |  |  |
|  | Francia (bandiera)  |  | Ludovic Turpin      | 1975 |  |  |
|  | Slovenia (bandiera) |  | Tadej Valjavec      | 1977 |  |  |

## Ciclomercato
| Sébastien Hinault   | Crédit Agricole  |
| Nicolas Roche       | Crédit Agricole  |
| Alexander Efimkin   | Quick-Step       |
| Guillaume Bonnafond | neo pro          |
| Blel Kadri          | neo pro          |
| Gatis Smukulis      | neo pro          |
| Aurélien Clerc      | Bouygues Télécom |

| Sylvain Calzati     | Agritubel         |
| Philippe Deignan    | Cervélo           |
| Aljaksandr Usaŭ     | Cofidis           |
| Stijn Vandenbergh   | Katusha           |
| Laurent Mangel      | Besson Chaussures |
| Christophe Edaleine | fine carriera     |
| Jean-Patrick Nazon  | fine carriera     |

## Palmarès

### Corse a tappe
- Tour of California

7ª tappa (Rinaldo Nocentini)
- Route du Sud

1ª tappa (Nicolas Rousseau)
3ª tappa (Christophe Riblon)
- Tour de l'Ain

3ª tappa, parte a (Ludovic Turpin)

### Campionati nazionali
- Campionato irlandese

In linea (Nicolas Roche)

### Pista
- Marquette-lez-Lille (John Gadret)
- Trois Jours d'Aigle (Alexandre Pliuschin)

## Classifiche UCI

### Calendario mondiale UCI
Individuale
Piazzamenti dei corridori dell'AG2R La Mondiale nella classifica individuale del Calendario mondiale UCI 2009.
| Pos. | Ciclista          | Punti |
| ---- | ----------------- | ----- |
| 65   | Tadej Valjavec    | 77    |
| 68   | Martin Elmiger    | 74    |
| 116  | Rinaldo Nocentini | 26    |
| 144  | Nicolas Roche     | 15    |
| 146  | Christophe Riblon | 14    |
| 147  | Stéphane Goubert  | 14    |
| 202  | Lloyd Mondory     | 4     |
| 205  | Vladimir Efimkin  | 4     |
| 214  | Ludovic Turpin    | 4     |
| 220  | Sébastien Hinault | 3     |

Squadra
L'AG2R La Mondiale chiuse in diciassettesima posizione con 206 punti.